# Roko Sikirič
Roko Sikirič (né le 22 août 1981 à Croatie, alors en RFS de Yougoslavie) est un joueur croate de volley-ball. Il mesure 1,96 m et joue réceptionneur-attaquant. Il est international croate.

## Clubs
| Club                     | De        | À         |
| ------------------------ | --------- | --------- |
| HAOK Mladost Zagreb      |           | 2002-2003 |
| Aon hotVolleys Vienne    | 2003-2004 | 2004-2005 |
| Narbonne Volley          | 2005-2006 | 2005-2006 |
| AS Cannes                | 2006-2007 | 2006-2007 |
| ASD Cagliari Volley      | 2007-2008 | 2007-2008 |
| Al-Ahli Dubaï            | 2008-2009 | 2009-2010 |
| TSV Unterhaching         | 2010-2011 | 2010-2011 |
| Berlin Recycling Volleys | 2011-2012 | …         |

## Palmarès
- Ligue européenne
  - Finaliste : 2006
- Championnat d'Allemagne (3)
  - Vainqueur : 2012, 2013, 2014
- Championnat d'Autriche (1)
  - Vainqueur : 2004
- Championnat de Croatie (4)
  - Vainqueur : 2000, 2001, 2002, 2003
- Coupe d'Allemagne (1)
  - Vainqueur : 2011
- Coupe de France (1)
  - Vainqueur : 2007
- Coupe de Croatie (4)
  - Vainqueur : 2001, 2002, 2003, 2004